# Тошіакі Намікі
Тошіакі Намікі (яп. 並木敏明; нар. 9 грудня 1949, Японія) — японський майстер шотокан-карате, 9-й дан, головний інструктор Japan Shotokan Karate-do Federation (JSKF). Один із відомих популяризаторів традиційного карате у США і світі.

## Біографія
Тошіакі Намікі народився в Японії. У шкільні роки почав займатися карате, прагнучи навчитися захищати себе та інших.
У 1967 році, навчаючись в Університеті Ніппон, він став членом університетського клубу карате, в якому виграв кілька призів, у тому числі 1-е місце на Всеяпонському турнірі з карате. Після закінчення університету Ніппон у 1972 році він був призначений головним інструктором клубу карате університету.
1978 Сенсей Намікі приїхав до США. 1979 Професор Університету Південної Каліфорнії (USC), де він викладав карате та самозахист як частину університетської програми.
1992 Сенсей Намікі переїхав до Редмонда, штат Вашингтон. Тут він заснував Redmond Dojo, де й досі особисто викладає майже всі класи. Коли Намікі Сенсей не викладає в Редмонді, він проводить семінари та етапи для інструкторів карате в додзьо з США, Європи та Південної Америки.

## Спортивна кар'єра
Команда Намікі ставала переможцем 26-го і 27-го Токійських чемпіонатів та здобувала успіхи на турнірах Japan Karate Association.
- Турнір університетської ліги Східної Японії 1969 Куміте — 2 місце
- 1969 Всеяпонський університетський турнір з карате, Ката — перше місце
- 1970 Всеяпонський університетський турнір з карате, ката — 2-е місце
- 1975 Всеяпонський турнір з карате, куміте — 3 місце
- 25-й турнір з карате в Токіо, командне куміте — 1 місце
- 26-й турнір з карате в Токіо, командне куміте — 1 місце
- 27-й турнір з карате в Токіо, командне куміте — 1 місце

## Викладацька діяльність у США
У 1970-х Намікі працював у США, а з 1979 року викладав карате в Університеті Південної Каліфорнії (USC).
У 1992 році переїхав до Редмонда (Вашингтон), де заснував Redmond Dojo.

## Міжнародна діяльність
Проводив семінари у понад 13 країнах. Серед його учнів — національні чемпіони, співробітники поліції та спецпідрозділів.
Був головою суддівської комісії Міжнародної організації Шотокан карате-до (skdun)

## Внесок у карате
Намікі є одним із провідних популяризаторів автентичного шотокан-карате за кордоном. Його методика базується на духовній спадщині Ґітіна Фунакосі.